# 9. ročník udílení Critics' Choice Movie Awards
9. ročník udílení Critics' Choice Movie Awards se konal 10. ledna 2004.

## Vítězové a nominovaní
| Nejlepší film | Nejlepší režisér | Nejlepší herec |  |
| --- | --- | --- |  |
| - Pán prstenů: Návrat krále - Velká ryba - Návrat do Cold Mountain - Hledá se Nemo - In America - Poslední samuraj - Ztraceno v překladu - Master & Commander: Odvrácená strana světa - Tajemná řeka - Seabiscuit                                                                          | - Peter Jackson – Pán prstenů: Návrat krále - Tim Burton – Velká ryba - Sofia Coppola – Ztraceno v překladu - Clint Eastwood – Tajemná řeka - Jim Sheridan – In America          | - Sean Penn – Tajemná řeka - Russell Crowe – Master & Commander: Odvrácená strana světa - Johnny Depp – Piráti z Karibiku - Ben Kingsley – Dům z písku a mlhy - Bill Murray – Ztraceno v překladu |  |
| Nejlepší herečka | Nejlepší herec ve vedlejší roli | Nejlepší herečka ve vedlejší roli |  |
| - Charlize Theronová – Zrůda - Jennifer Connelly – Dům z písku a mlhy - Diane Keatonová – Lepší pozdě nežli později - Nicole Kidmanová – Návrat do Cold Mountain - Samantha Morton – In America - Naomi Wattsová – 21 gramů                                                                | - Tim Robbins – Tajemná řeka - Alec Baldwin – Smolař - Paul Bettany – Master & Commander: Odvrácená strana světa - Benicio Del Toro – 21 gramů - Ken Watanabe – Poslední samuraj | - Renée Zellweger – Návrat do Cold Mountain - Patricia Clarkson – Večeře s April - Marcia Gay Harden – Tajemná řeka - Holly Hunter – Třináctka - Scarlett Johanssonová – Ztraceno v překladu      |  |
| Nejlepší mladý herec/herečka | Nejlepší filmové obsazení | Nejlepší scénář |  |
| - Keisha Castle-Hughes – Pán velryb - Emma Bolger – In America - Sarah Bolger – In America - Rachel Evan Wood – Třináctka | - Pán prstenů: Návrat krále - Láska nebeská - Vichřice - Tajemná řeka | - Jim Sheridan, Kirsten Sheridan, Naomi Sheridan – In America - John August – Velká ryba - Sofia Coppola – Ztraceno v překladu - Brian Helgeland – Tajemná řeka - Gary Ross – Seabiscuit          |  |
| Nejlepší televizní film | Nejlepší animovaný film | Nejlepší rodinný film |  |
| - Andělé v Americe - Manželé Reaganovi - V hlavní roli Pancho Villa osobně | - Hledá se Nemo - Trio z Belleville - Medvědí bratři | - Piráti z Karibiku: Prokletí Černé perly - Mezi námi děvčaty - Díry - Peter Pan - Pán velryb |  |
| Nejlepší dokument | Nejlepší cizojazyčný film | Nejlepší skladatel |  |
| - Vše o Friedmanových - Mlha války - Tajemství Titaniku 3D | - Invaze barbarů - Město bohů - Bazén | - Howard Shore – Pán prstenů: Dvě věže - Clint Eastwood – Tajemná řeka - Danny Elfman – Velká ryba - Gabriel Yared – Návrat do Cold Mountain - Hans Zimmer – Poslední samuraj                     |  |
| Nejlepší písnička | Celoživotní ocenění | Ocenění vášeň pro film |  |
| - „A Mighty Wind“ – Christopher Guest, Michael McKean, Eugene Levy – Vichřice - „The Heart of Every Girl“ – Elton John – Úsměv Mony Lisy - „Man of the Hour“ – Pearl Jam – Velká ryba - „School of Rock“ – Jack Black – Škola ro(c)ku - „Time Enough for Tears“ – Andrea Corr – In America | - Clint Eastwood | - Peter Weri – Master & Commander: Odvrácená strana světa |  |